# Hoçazsu
Hoçazsu (armeniska: Ghochazsu, Ղոչազսու) är ett vattendrag i Azerbajdzjan.   Det ligger i distriktet Laçın Rayonu, i den sydvästra delen av landet, 300 km väster om huvudstaden Baku.
Trakten runt Hoçazsu består i huvudsak av gräsmarker. Runt Hoçazsu är det ganska tätbefolkat, med 54 invånare per kvadratkilometer.